# Денисов Володимир Олексійович
Володимир Олексійович Дени́сов (нар. 21 липня 1887, Нова Слобода — пом. 14 вересня 1970, Київ) — український радянський живописець, мистецтвознавець і педагог. Член ленінградських товариств «Союз молоді» з 1917 року та «Коло художників» у 1927—1929 роках, Спілки художників СРСР з 1932 року та Спілки радянських художників України з 1944 року. Батько художниці Лади Денисової.

## Біографія
Народився 9 [21] липня 1887 року в селі Новій Слободі Щигровського повіту Курської губернії Російської імперії (нині Щигровський район Курської області, Росія). Здобував юридичну освіту в Київському та Санкт-Петербурзькому університетах. З 1905 по 1907 рік навчався у майстерні Сергія Світлославського у Києві, у 1906—1907 роках у Аполлінарія Васнеца та у 1907—1908 роках — в училищі Федора Рерберга у Москві та у 1908—1911 роках — у Яна Ционглінського в Санкт-Петербурзі. У 1911 році закінчив Юр'ївський університет у Дерпті. З 1911 по 1913 рік навчався у Петербурзькому археологічному інституті. У цей період життя багато подорожував. Відвідував музеї Німеччини, Франції, Іспанії, працював у колі тогочасних європейських художників.
З 1921 по 1922 рік працював у Музеї художньої культури у Петрограді; у 1925—1928 роках — художником-декоратором у Ленінградському театрі «Пролетарський актор» та Оперній студії Ленінградської консерваторії. Брав активну участь у створенні програми нового мистецтва «Свобода мистецтва» та у роботі новоствореного «Союзу митців», де співпрацював з поетами Олександром Блоком, Сергієм Єсеніним, Володимиром Маяковським, режисером Всеволодом Мейєргольдом, композитором Сергієм Прокоф'євим. Викладав малюнок, живопис, історію мистецтва у ВХУТЕМАСі-ВХУТЄЇНІ з 1921 по 1928 рік та на Вищих курсах мистецтвознавства з 1928 по 1929 рік. Його учнями були Віктор Орешніков та Олексій Пахомов.
З 1929 року викладав у Київському художньому інституті. У роки німецько-радянської війни перебував в евакуації у місті Талгарі Казахської РСР. Після повернення з евакуації до 1962 року продовжив викладати у Київському художньому інституті. Його учнями були зокрема Данило Безуглий, Сергій Григор'єв, Михайло Кирилов, Ольга Малашенко, Галина Неледва, Яків Никодимов, Ада Рибачук. Помер в Києві 14 вересня 1970 року.

## Творчість
Працював в галузі станкового живопису у жанрах натюрморту і пейзажу. Серед робіт:
- «Натюрморт із книгами» (1915);
- «Міський пейзаж» (1916);
- «Натюрморт із чашкою» (1918);
- «Вітряки» (1928);
- «У перший рейс з новим урожаєм» (1936);
- «Колгоспний базар у Талгарі» (1942);
- «Долина Талгару» (1942);
- «Двір колгоспника в Талгарі» (1942);
- «Осінь у Талгарі» (1942);
- «Зима в Талгарі» (1942);
- «Над Дніпром поблизу Канева» (1946);
- «Київський університет» (1948);
- «Скеляста бухта» (1950);
- «Натюрморт зі скрипкою» (1956);
- «Ранок у Гурзуфі» (1957);
- «Друзів прийняти завжди готові» (1958);
- «Вогні Ялти» (1962);
- «Набережна в Судаку» (1963);
- «Гурзуфська бухта» (1967);
- «Насуваються сутінки» (1967).

Автор конкурсних проєктів-ескізіз планування забудови Хрещатика (1945).
Брав участь у виставках з 1915 року. З 1923 року експонувався на виставках петроградських художників усіх напрямків. У лютому 1929 року його роботи експонувалися в Лондоні на художній виставці, організованій Всесоюзним товариством культурного зв'язку із закордоном та Британським товариством культурного зближення з СРСР. З 1937 року брав участь у всеукраїнських виставках. Персональна виставка відбулася у Києві у 1969 році. Меморіальні виставки картин пройшли у Києві у 1971 та 1989 роках.
Автор книги «Війна і лубок», виданої 1916 року у Петрограді виданням «Новий журнал всім», низки художньо-критних статей.
Твори художника представлені у Національному художньому музеї України у Києві, Державному Російському музеї у Санкт-Петербурзі, Національному музеї «Київська картинна галерея» та інших музейних, галерейних та приватних зібраннях в Україні та за її межами.